# Frechinia
Frechinia is een geslacht van vlinders van de familie grasmotten (Crambidae), uit de onderfamilie Odontiinae.

## Soorten
- F. criddlealis Munroe, 1951
- F. helianthialis Murtfeldt, 1897
- F. laetalis Barnes & McDunnough, 1914
- F. lutosalis Barnes & McDunnough, 1914
- F. murmuralis Dyar, 1917
- F. texanalis Munroe, 1961